# Amungme
Die Amungme (auch Amung, Amuy, Damal oder Uhunduni) sind eine Volksgruppe von etwa 17.700 Menschen, die im Hochland der indonesischen Provinzen Papua Tengah und Papua Pegunungan in Westneuguinea lebt. Unmittelbar (süd-)östlich angrenzende Nachbarn sind die Asmat und Kamoro, im Norden stoßen Siedlungsgebiete der Dani an.

## Sprache und Kultur
Die Amungme sprechen Uhunduni, hergeleitet aus dem Sprachstamm Damal (auch als Amung bezeichnet), wiederum eine Unterart der im südlichen Teil der Insel (um die Arafurasee) vorherrschenden Trans-Neuguinea-Sprachen. Die Amungme betreiben innerhalb ihres angestammten Landstrichs Wanderfeldbau. Diese Lebensgrundlagen ergänzen sie durch ihr Dasein als Jäger und Sammler.

## Religion
Die ethnische Religion der Amungme ist animistisch geprägt. Die spirituellen Vorstellungen um ihre Götter sind stets verknüpft mit den sie umgebenden Naturphänomenen. Die umliegenden Berge des Hochlandes sind ihnen heilig.

## Grasberg-Mine
Wichtige Mineralvorkommen in der Region führen daher zu vehementen Spannungen mit der indonesischen Obrigkeit, die dortigen Abbau forciert. Einen drastischen Einschnitt in die Lebensgewohnheiten der Amungme und benachbarten Kamoro brachte die 1967 gegründete und endgültig seit 1973 betriebene Grasberg-Mine, über welche der größte regionale Arbeitgeber, Freeport-McMoRan, Gold und Kupfer gewinnt. Die Grasberg-Mine ist dabei die größte Goldmine der Welt und Inhaber der Rechte an Teilen des Territoriums, die Betreiberfirma. Zudem haben sich im Begehren auf profitable Arbeitsplätze im Stammesgebiet unterschiedliche Zuwanderer aus Indonesien festgesetzt. Dies führt zu regelmäßigen Rechtsstreitigkeiten. Neben massivem Bergabbau beeinträchtigen schädliche Raffinationsabwässer die Umwelt eklatant. Aufstände dagegen werden seitens der indonesischen Regierung militärisch in Schach gehalten.